# 6 Horas de Spa-Francorchamps 2015
Las 6 Horas de Spa-Francorchamps 2015, formalmente conocido como el WEC 6 Heures de Spa-Francorchamps, fue un evento de carreras de deportes de resistencia celebrado en el Circuito de Spa-Francorchamps, Spa, Bélgica, del 30 de abril al 2 de mayo de 2015. Spa- Francorchamps fue la segunda carrera de la Temporada 2015 del Campeonato Mundial de Resistencia.

## Clasificación
Los ganadores de las poles en cada clase están marcados en negrita.
| Pos | Clase     | Equipo                           | Tiempo     | Grilla |
| --- | --------- | -------------------------------- | ---------- | ------ |
| 1   | LMP1      | No. 17 Porsche Team              | 1:54.767   | 1      |
| 2   | LMP1      | No. 19 Porsche Team              | 1:55.025   | 2      |
| 3   | LMP1      | No. 18 Porsche Team              | 1:55.284   | 3      |
| 4   | LMP1      | No. 7 Audi Sport Team Joest      | 1:55.540   | 4      |
| 5   | LMP1      | No. 8 Audi Sport Team Joest      | 1:56.541   | 5      |
| 6   | LMP1      | No. 1 Toyota Racing              | 1:57.487   | 6      |
| 7   | LMP1      | No. 2 Toyota Racing              | 1:57.929   | 7      |
| 8   | LMP1      | No. 9 Audi Sport Team Joest      | 1:58.000   | 8      |
| 9   | LMP1      | No. 4 Team ByKolles              | 2:07.286   | 9      |
| 10  | LMP2      | No. 26 G-Drive Racing            | 2:07.761   | 10     |
| 11  | LMP2      | No. 43 Team SARD Morand          | 2:08.055   | 11     |
| 12  | LMP2      | No. 28 G-Drive Racing            | 2:08.258   | 12     |
| 13  | LMP2      | No. 38 Jota Sport                | 2:08.329   | 12     |
| 14  | LMP2      | No. 36 Signatech Alpine          | 2:08.901   | 14     |
| 15  | LMP2      | No. 30 Extreme Speed Motorsports | 2:09.989   | 15     |
| 16  | LMP2      | No. 42 Strakka Racing            | 2:11.655   | 16     |
| 17  | LMP2      | No. 31 Extreme Speed Motorsports | 2:16.721   | 17     |
| 18  | LMGTE Pro | No. 99 Aston Martin Racing V8    | 2:16.840   | 18     |
| 19  | LMGTE Pro | No. 51 AF Corse                  | 2:16.910   | 19     |
| 20  | LMGTE Pro | No. 97 Aston Martin Racing       | 2:17.831   | 20     |
| 21  | LMGTE Pro | No. 71 AF Corse                  | 2:17.526   | 21     |
| 22  | LMGTE Pro | No. 95 Aston Martin Racing       | 2:17.757   | 22     |
| 23  | LMGTE Pro | No. 91 Porsche Team Manthey      | 2:18.025   | 23     |
| 24  | LMGTE Pro | No. 92 Porsche Team Manthey      | 2:18.038   | 24     |
| 25  | LMP2      | No. 35 OAK Racing                | 2:18.487   | 25     |
| 26  | LMGTE Am  | No. 98 Aston Martin Racing       | 2:19.578   | 26     |
| 27  | LMGTE Am  | No. 50 Larbre Compétition        | 2:20.694   | 27     |
| 28  | LMGTE Am  | No. 88 Abu Dhabi-Proton Racing   | 2:21.142   | 28     |
| 29  | LMGTE Am  | No. 55 AF Corse                  | 2:21.893   | 29     |
| 30  | LMGTE Am  | No. 83 AF Corse                  | 2:21.958   | 30     |
| 31  | LMGTE Am  | No. 72 SMP Racing                | 2:22.909   | 31     |
| 32  | LMGTE Am  | No. 77 Dempsey Racing-Proton     | 2:23.303   | 32     |
| 33  | LMGTE Am  | No. 96 Aston Martin Racing       | 2:24.519   | 33     |
| –   | LMP2      | No. 47 KCMG                      | Sin Tiempo | PL     |

## Carrera
Resultados por clase
| Pos. general | Pos. clase | Clase     | N.° | Escudería                 | Pilotos                                               | Automóvil                | Vueltas | Tiempo/Retirado | Campeonato | Campeonato |
| Pos. general | Pos. clase | Clase     | N.° | Escudería                 | Pilotos                                               | Automóvil                | Vueltas | Tiempo/Retirado | Pos.       | Puntos     |
| LMP          | LMP        | LMP       | LMP | LMP                       | LMP                                                   | LMP                      | LMP     | LMP             | LMP        | LMP        |
| ------------ | ---------- | --------- | --- | ------------------------- | ----------------------------------------------------- | ------------------------ | ------- | --------------- | ---------- | ---------- |
| 1            | 1          | LMP1      | 7   | Audi Sport Team Joest     | Marcel Fässler André Lotterer Benoît Tréluyer         | Audi R18 e-tron quattro  | 176     | 6:01:08.896     | 1          | 25         |
| 2            | 2          | LMP1      | 18  | Porsche Team              | Romain Dumas Neel Jani Marc Lieb                      | Porsche 919 Hybrid       | 176     | 13.424          | 2          | 18         |
| 3            | 3          | LMP1      | 17  | Porsche Team              | Timo Bernhard Mark Webber Brendon Hartley             | Porsche 919 Hybrid       | 175     | +1 vuelta       | 3          | 15         |
| 4            | 4          | LMP1      | 9   | Audi Sport Team Joest     | Filipe Albuquerque Marco Bonanomi René Rast           | Audi R18 e-tron quattro  | 174     | +2 vueltas      | 4          | 12         |
| 5            | 5          | LMP1      | 2   | Toyota Racing             | Alexander Wurz Stéphane Sarrazin Mike Conway          | Toyota TS040 Hybrid      | 173     | +3 vueltas      | 5          | 10         |
| 6            | 6          | LMP1      | 19  | Porsche Team              | Nico Hülkenberg Earl Bamber Nick Tandy                | Porsche 919 Hybrid       | 173     | +3 vueltas      | 6          | 8          |
| 7            | 7          | LMP1      | 8   | Audi Sport Team Joest     | Lucas Di Grassi Loïc Duval Oliver Jarvis              | Audi R18 e-tron quattro  | 168     | +8 vueltas      | 7          | 6          |
| 8            | 8          | LMP1      | 1   | Toyota Racing             | Anthony Davidson Sébastien Buemi                      | Toyota TS040 Hybrid      | 162     | +14 vueltas     | 8          | 4          |
| 10           | 2          | LMP2      | 28  | G-Drive Racing            | Gustavo Yacamán Pipo Derani Ricardo González          | Ligier JS P2-Nissan      | 160     | +16 vueltas     | 9          | 2          |
| 11           | 3          | LMP2      | 43  | Team SARD Morand          | Pierre Ragues Oliver Webb Zoël Amberg                 | Morgan Evo-SARD          | 159     | +17 vueltas     | 10         | 1          |
| 12           | 4          | LMP2      | 47  | KCMG                      | Matthew Howson Richard Bradley Nicolas Lapierre       | Oreca 05-Nissan          | 159     | +17 vueltas     | 11         | 0.5        |
| 13           | 5          | LMP2      | 36  | Signatech Alpine          | Nelson Panciatici Paul-Loup Chatin Vincent Capillaire | Alpine A450b-Nissan      | 159     | +17 vueltas     | 12         | 0.5        |
| 14           | 6          | LMP2      | 42  | Strakka Racing            | Nick Leventis Danny Watts Jonny Kane                  | Strakka Dome S103-Nissan | 156     | +20 vueltas     | 13         | 0.5        |
| 15           | 7          | LMP2      | 35  | OAK Racing                | Jacques Nicolet Jean-Marc Merlin Erik Maris           | Ligier JS P2-Nissan      | 152     | +24 vueltas     | 14         | 0.5        |
| 23           | 8          | LMP2      | 31  | Extreme Speed Motorsports | Ed Brown Johannes van Overbeek Jon Fogarty            | Ligier JS P2-HPD         | 149     | +27 vueltas     | 15         | 0.5        |
| 30           | 9          | LMP2      | 30  | Extreme Speed Motorsports | Scott Sharp Ryan Dalziel David Heinemeier Hansson     | HPD ARX-03b-HPD          | 134     | +42 vueltas     | 16         | 0.5        |
| 31           | 10         | LMP2      | 26  | G-Drive Racing            | Roman Rusinov Julien Canal Sam Bird                   | Ligier JS P2-Nissan      | 124     | +52 vueltas     | 17         | 0.5        |
| Ret          | Ret        | LMP1      | 4   | Team ByKolles             | Simon Trummer Vitantonio Liuzzi Christian Klien       | CLM P1/01-AER            | 46      | Retirado        | Ret        | Ret        |
| LMP2         |            |           |     |                           |                                                       |                          |         |                 |            |            |
| 9            | 1          | LMP2      | 38  | Jota Sport                | Simon Dolan Mitch Evans Harry Tincknell               | Gibson 015S-Nissan       | 161     | 6:03:19.779     | —          | —          |
| 10           | 2          | LMP2      | 28  | G-Drive Racing            | Gustavo Yacamán Pipo Derani Ricardo González          | Ligier JS P2-Nissan      | 160     | +1 vuelta       | 1          | 25         |
| 11           | 3          | LMP2      | 43  | Team SARD Morand          | Pierre Ragues Oliver Webb Zoël Amberg                 | Morgan Evo-SARD          | 159     | +2 vueltas      | 2          | 18         |
| 12           | 4          | LMP2      | 47  | KCMG                      | Matthew Howson Richard Bradley Nicolas Lapierre       | Oreca 05-Nissan          | 159     | +2 vueltas      | 3          | 15         |
| 13           | 5          | LMP2      | 36  | Signatech Alpine          | Nelson Panciatici Paul-Loup Chatin Vincent Capillaire | Alpine A450b-Nissan      | 159     | +2 vueltas      | 4          | 12         |
| 14           | 6          | LMP2      | 42  | Strakka Racing            | Nick Leventis Danny Watts Jonny Kane                  | Strakka Dome S103-Nissan | 156     | +5 vueltas      | 5          | 10         |
| 15           | 7          | LMP2      | 35  | OAK Racing                | Jacques Nicolet Jean-Marc Merlin Erik Maris           | Ligier JS P2-Nissan      | 152     | +9 vueltas      | 6          | 8          |
| 23           | 8          | LMP2      | 31  | Extreme Speed Motorsports | Ed Brown Johannes van Overbeek Jon Fogarty            | Ligier JS P2-HPD         | 149     | +12 vueltas     | 7          | 6          |
| 30           | 9          | LMP2      | 30  | Extreme Speed Motorsports | Scott Sharp Ryan Dalziel David Heinemeier Hansson     | HPD ARX-03b-HPD          | 134     | +27 vueltas     | 8          | 4          |
| 31           | 10         | LMP2      | 26  | G-Drive Racing            | Roman Rusinov Julien Canal Sam Bird                   | Ligier JS P2-Nissan      | 124     | +37 vueltas     | 9          | 2          |
| LMGTE        |            |           |     |                           |                                                       |                          |         |                 |            |            |
| Pos. general | Pos. clase | Clase     | N.° | Escudería                 | Pilotos                                               | Automóvil                | Vueltas | Tiempo/Retirado | Campeonato | Campeonato |
| Pos. general | Pos. clase | Clase     | N.° | Escudería                 | Pilotos                                               | Automóvil                | Vueltas | Tiempo/Retirado | Pos.       | Puntos     |
| 16           | 1          | LMGTE Pro | 99  | Aston Martin Racing       | Alex MacDowall Fernando Rees Richie Stanaway          | Aston Martin Vantage V8  | 151     | 6:02:17.759     | 1          | 25         |
| 17           | 2          | LMGTE Pro | 92  | Porsche Team Manthey      | Frédéric Makowiecki Richard Lietz                     | Porsche 911 RSR          | 151     | +29.491         | 2          | 18         |
| 18           | 3          | LMGTE Pro | 91  | Porsche Team Manthey      | Sven Müller Kévin Estre                               | Porsche 911 RSR          | 151     | +57.479         | 3          | 15         |
| 19           | 4          | LMGTE Pro | 51  | AF Corse                  | Gianmaria Bruni Toni Vilander                         | Ferrari F458 Italia      | 151     | +1:13.075       | 4          | 12         |
| 20           | 5          | LMGTE Pro | 97  | Aston Martin Racing       | Darren Turner Stefan Mücke Robert Bell                | Aston Martin Vantage V8  | 150     | +1 vuelta       | 5          | 10         |
| 21           | 6          | LMGTE Pro | 95  | Aston Martin Racing       | Christoffer Nygaard Marco Sørensen                    | Aston Martin Vantage V8  | 150     | +1 vuelta       | 6          | 8          |
| 22           | 7          | LMGTE Pro | 71  | AF Corse                  | Davide Rigon James Calado                             | Ferrari F458 Italia      | 150     | +1 vuelta       | 7          | 6          |
| 24           | 1          | LMGTE Am  | 98  | Aston Martin Racing       | Paul Dalla Lana Pedro Lamy Mathias Lauda              | Aston Martin Vantage V8  | 148     | +3 vueltas      | 8          | 4          |
| 25           | 2          | LMGTE Am  | 83  | AF Corse                  | François Perrodo Emmanuel Collard Rui Águas           | Ferrari F458 Italia      | 148     | +3 vueltas      | 9          | 2          |
| 26           | 3          | LMGTE Am  | 72  | SMP Racing                | Viktor Shaytar Andrea Bertolini Aleksey Basov         | Ferrari F458 Italia      | 147     | +4 vueltas      | 10         | 1          |
| 27           | 4          | LMGTE Am  | 88  | Abu Dhabi-Proton Racing   | Christian Ried Khaled Al Qubaisi Klaus Bachler        | Porsche 911 RSR          | 146     | +5 vueltas      | 11         | 0.5        |
| 28           | 5          | LMGTE Am  | 77  | Dempsey-Proton Racing     | Patrick Dempsey Patrick Long Marco Seefried           | Porsche 911 RSR          | 145     | +6 vueltas      | 12         | 0.5        |
| 29           | 6          | LMGTE Am  | 96  | Aston Martin Racing       | Francesco Castellacci Roald Goethe Stuart Hall        | Aston Martin Vantage V8  | 138     | +13 vueltas     | 13         | 0.5        |
| Ret          | Ret        | LMGTE Am  | 55  | AF Corse                  | Duncan Cameron Matt Griffin Alex Mortimer             | Ferrari F458 Italia      | 128     | Retirado        | Ret        | Ret        |
| Ret          | Ret        | LMGTE Am  | 50  | Larbre Compétition        | Gianluca Roda Paolo Ruberti Kristian Poulsen          | Chevrolet Corvette C7    | 61      | Retirado        | Ret        | Ret        |
| LMGTE Am     |            |           |     |                           |                                                       |                          |         |                 |            |            |
| 24           | 1          | LMGTE Am  | 98  | Aston Martin Racing       | Paul Dalla Lana Pedro Lamy Mathias Lauda              | Aston Martin Vantage V8  | 148     | 6:01:18.543     | 1          | 25         |
| 25           | 2          | LMGTE Am  | 83  | AF Corse                  | François Perrodo Emmanuel Collard Rui Águas           | Ferrari F458 Italia      | 148     | +1:45.258       | 2          | 18         |
| 26           | 3          | LMGTE Am  | 72  | SMP Racing                | Viktor Shaytar Andrea Bertolini Aleksey Basov         | Ferrari F458 Italia      | 147     | +1 vuelta       | 3          | 15         |
| 27           | 4          | LMGTE Am  | 88  | Abu Dhabi-Proton Racing   | Christian Ried Khaled Al Qubaisi Klaus Bachler        | Porsche 911 RSR          | 146     | +2 vueltas      | 4          | 12         |
| 28           | 5          | LMGTE Am  | 77  | Dempsey-Proton Racing     | Patrick Dempsey Patrick Long Marco Seefried           | Porsche 911 RSR          | 145     | +3 vueltas      | 5          | 10         |
| 29           | 6          | LMGTE Am  | 96  | Aston Martin Racing       | Francesco Castellacci Roald Goethe Stuart Hall        | Aston Martin Vantage V8  | 138     | +10 veltas      | 6          | 8          |
| Ret          | Ret        | LMGTE Am  | 55  | AF Corse                  | Duncan Cameron Matt Griffin Alex Mortimer             | Ferrari F458 Italia      | 128     | Retirado        | Ret        | Ret        |
| Ret          | Ret        | LMGTE Am  | 50  | Larbre Compétition        | Gianluca Roda Paolo Ruberti Kristian Poulsen          | Chevrolet Corvette C7R   | 61      | Retirado        | Ret        | Ret        |

Fuentes: FIA WEC.